# Avicularia rapax
Avicularia rapax is een spin uit de familie vogelspinnen (Theraphosidae) en lid van het geslacht Avicularia. Deze spin treft men in geheel Zuid-Amerika aan.